# Subgulina lineata
Subgulina lineata är en insektsart som först beskrevs av Navás 1913.  Subgulina lineata ingår i släktet Subgulina och familjen myrlejonsländor. Inga underarter finns listade i Catalogue of Life.